# کمیته ملی المپیک اکوادور
کمیته ملی المپیک اکوادور (انگلیسی: Ecuadorian National Olympic Committee) یک سازمان ورزشی است که نماینده کشور اکوادور در کمیته بین‌المللی المپیک می‌باشد.
این سازمان که در سال ۱۹۴۸ تأسیس شده مسئول آماده‌سازی و اعزام ورزشکاران به بازی‌های المپیک، بازی‌های المپیک جوانان و بازی‌های پان امریکن است.